# Red River (Mississippi River)
Der Red River ist ein mit Quellflüssen rund 2075 Kilometer langer Fluss (als Red River 1966 km) in der Mitte und im Süden der USA. Er mündet in den Atchafalaya River, einen Mündungsarm des Mississippi River.
Er ist einer von mehreren Flüssen der Welt, die den Namen Red River tragen, und einer von zweien dieses Namens in den USA, wo er gelegentlich auch Red River of the South genannt wird. Der zur Unterscheidung Red River of the North genannte andere Fluss dieses Namens bildet auf US-amerikanischem Gebiet den größten Teil der Grenze zwischen den Bundesstaaten North Dakota und Minnesota, mündet in Kanada in den Winnipegsee und entwässert darüber in die Hudson Bay.

## Flusslauf
Der Red River entsteht im Nordwesten von Texas unweit der Grenze zu New Mexico in den Great Plains aus dem Zusammenfluss von vier Quellflüssen: Prairie Dog Town Fork sowie Elm Fork, Salt Fork und North Fork. In sehr niederschlagsreichen Jahren wird der Fluss sogar noch aus Bächen gespeist, die aus dem östlichen New Mexico kommen, zum Beispiel dem Frio Creek, der nordwestlich von Clovis entspringt, nach Osten fließt und in den Prairie Dog Town Fork mündet; mit ihm ist der Red River insgesamt bis zu 2188 km lang.
Der Prairie Dog Town Fork, der Hauptquellfluss des Red River, entsteht aus der Vereinigung des kürzeren Palo Duro Creek und des längeren Tierra Blanca Creek. Dieser entsteht östlich der Grenze zu New Mexico nur etwa 47 km (Luftlinie) westlich von Hereford aus den Quellbächen des kleinen Buffalo-Stausees, der sich seit 1939 durch die Errichtung des Umbarger-Damms im gleichnamigen National Wildlife Refuge befindet. Von dort fließt er in östliche Richtungen, um sich bei Canyon mit dem Palo Duro Creek zum Prairie Dog Town Fork zu vereinigen. Dieser fließt innerhalb des Palo Duro Canyons (im gleichnamigen State Park) in Richtung Osten und bildet später – bereits als Red River – die Grenze von Texas und Oklahoma; auf diesem Abschnitt münden Elm Fork, Salt Fork und North Fork ein. Nach dem Durchfließen des Texoma-Stausees bildet er die Grenze zwischen Texas und Arkansas, zu dem streckenweise beide Ufer gehören. Anschließend erreicht der Red River die Grenze zwischen Arkansas und Louisiana und bald darauf Shreveport, die größte Stadt am Fluss. Durch Louisiana verläuft der Red River überwiegend in südöstlicher Richtung.
Rund 110 km nordöstlich von Baton Rouge mündet der Red River mit einer mittleren Wasserführung von 1590 m³/s in den rund 270 km langen Atchafalaya River, den längsten Mündungsarm des Mississippi mit einem mittleren Abfluss von 4730 m³/s. Wenn damit der Red River auch hydrologisch zum Einzugsgebiet des Mississippi gehört, wird er dennoch mitunter als eigenständiger Strom angeführt.

## Salzgehalt
Der hohe Salzgehalt schränkt die Nutzung seines Wassers stark ein. Ursache dafür sind natürliche Salzquellen in höher gelegenen Teilen seines Einzugsgebiets. Der Salzgehalt von Fließgewässern übersteigt dort teilweise den von Meerwasser. Die Ursache dafür ist ein Binnenmeer, das vor ca. 250 Millionen Jahren Teilgebiete der heutigen US-Bundesstaaten Texas und Oklahoma bedeckte und nach seinem Verschwinden große Mengen Natriumchlorid (Kochsalz) hinterließ, die heute zwar von Sedimenten überlagert sind, aber von kleineren Gewässern in den heutigen Stausee Lake Texoma eingebracht werden. Täglich transportiert der Red River bis zu 3450 Tonnen Salz. Ein Vorschlag des United States Army Corps of Engineers (Pionierkorps des Heeres der Vereinigten Staaten) aus den 1950er Jahren zur großmaßstäblichen Entsalzung von Red-River-Zuflüssen wurde bislang nur teilweise in die Realität umgesetzt.

## Weiteres
Der Name Red River leitet sich von den roten Tonpartikeln ab, die den alten Sedimentgesteinen seines Einzugsgebiets entstammen und sich im Wasser des Flusses in Suspension befinden.
Der Fluss wurde unter anderen durch den 1943 etwa 113 km nördlich von Dallas errichteten Denison-Damm zum erwähnten, 360 km² großen Texoma-Stausee aufgestaut. Unterhalb dieses Absperrbauwerks ist der Red River schiffbar. Weitere Stauseen zum Hochwasserschutz befinden sich an seinen Zuflüssen, z. B. Lake Kemp am Big Wichita River in Baylor County, Texas.
Er war eine Zeitlang Grenzfluss nach dem Adams-Onís-Vertrag zwischen Mexiko und den USA. Da lange unklar war, ob der Prairie Dog Town Fork oder der North Fork als Hauptfluss anzusehen sei, beanspruchte Texas seit 1860 auch das dazwischenliegende Gebiet, wo es eine Countyverwaltung (Greer County) einrichtete. Erst 1896 wurde vom Obersten Gerichtshof dieser Anspruch zurückgewiesen, das Gebiet gehört seither zu Oklahoma.
Nach dem Red River ist die Red River Rivalry zwischen den Footballteams der Oklahoma Sooners und der Texas Longhorns benannt.